# Meghan McCarthy
Meghan McCarthy – amerykańska scenarzystka i producentka telewizyjna.
Autorka scenariuszy do seriali i filmów animowanych (m.in. Dom dla zmyślonych przyjaciół pani Foster, seria My Little Pony).

## Filmografia (wybór)
Źródła:
- Dom dla zmyślonych przyjaciół pani Foster (2004, scenariusz)
- Klasa 3000 (2006, scenariusz)
- Akwalans (2010, scenariusz)
- My Little Pony: Przyjaźń to magia (2010, produkcja wykonawcza, scenariusz)
- My Little Pony: Equestria Girls (2013, scenariusz)
- My Little Pony: Equestria Girls: Rainbow Rocks (2014, scenariusz)
- My Little Pony: Film (2017, produkcja wykonawcza, scenarisz)